# Südsee-Sammlung Obergünzburg
Das Südsee-Sammlung Obergünzburg ist ein Völkerkundemuseum in Obergünzburg.
Grundlage des Museums war die Sammlung des gebürtigen Obergünzburger Kapitäns Karl Nauer, der am Steuer des Passagierdampfers „Sumatra“ von 1906 bis 1913 für den Norddeutschen Loyd die melanesische Inselwelt befuhr. Nauer brachte über 300 Glasplattendias sowie Gebrauchs- und Kultgegenstände – vom einfachen Speer bis zur filigran geschnitzten Totenmaske mit. 1913 übergab er seine Sammlung mit über 1500 Exponaten der Gemeinde Obergünzburg, die ihn dafür zum Ehrenbürger machte und eine Straße nach ihm benannte. Die Sammlung wurde zunächst im Dachboden der „Mädchenschule“ ausgestellt, später dann im denkmalgeschützten Pfarrstadel, der 1990 wegen dringender Sanierungsarbeiten geräumt werden musste. 2005–2009 entstand neben dem im ehemaligen Pfarrhof eingerichteten Heimatmuseum Obergünzburg ein mit EU-Mitteln geförderter Neubau, der seit der Eröffnung im Mai 2009 die Sammlung beherbergt.